# Karel van Oordt
Karel Roger van Oordt, heer van Bunschoten, Spakenburg en Dijkhuizen (Amersfoort, 15 oktober 1928 – aldaar, 9 april 2013) was een Nederlandse zakenman. Hij is de oprichter van Christenen voor Israël.

## Familie
Van Oordt was lid van het patriciaatsgeslacht Van Oordt en een zoon van Wijnand Egbert Pieter van Oordt (1901-1972) en diens eerste echtgenote Simonne Juliana Maria Josepha Vandenbussche (1904-1930). Hij is een broer van prof. dr. Pieter Gregorius Willem Johannes van Oordt (1927-2011), hoogleraar vergelijkende endocrinologie. Hij trouwde in 1952 met Johanna Kropff, met wie hij acht kinderen kreeg.

## Levensloop
Van Oordt studeerde aan de middelbare tuinbouwschool. Daarna kwam hij in dienst van het chemicaliënbedrijf van zijn vader. Op zijn reizen voor dit bedrijf bezocht hij ook Israël. Net als zijn vader bezocht Van Oordt de Katholiek-Apostolische Gemeente te Amersfoort, waar de verwachting van de spoedige wederkomst van Christus het geloofsleven sterk bepaalde.
De zoon nam het bedrijf van zijn vader over, maar deed dat in 1978 van de hand om zich geheel te kunnen wijden aan Israël. Van Oordt was er stellig van overtuigd dat de oudtestamentische beloften aan het volk Israël nog steeds van kracht zijn. In 1980 richtte hij Christenen voor Israël (CvI) op, omdat Nederlandse christenen volgens hem weinig tot niets voor Israël deden. CvI organiseert reizen naar Israël en zet zich in voor de terugkeer naar Israël van Joden uit de hele wereld. Het blad van CvI, Israël Aktueel, heeft een bereik van vijftigduizend adressen.
Verder stond Van Oordt aan de basis van het Israël Producten Centrum, nauw verwant met CvI. Het Producten Centrum ontstond in 1980 nadat de Arabische landen een verbod hadden uitgevaardigd om handel te drijven met Israël op straffe van sancties. Samen met enkele andere zakenlieden besloot Van Oordt om ondanks de boycot de Israëlische economie te blijven steunen. De handel begon kleinschalig maar groeide samen met de stichting vrij snel. Onder leiding van Van Oordt werden er producten rechtstreeks uit Israël geïmporteerd en in Nederland door middel van consulentes doorverkocht. Het bedrijf en de stichting waren toen ondergebracht in een pand in Bunschoten-Spakenburg. Door de groei verhuisden ze later naar het huidige Israël Centrum in Nijkerk.
Van Oordt stond vierkant achter Israël. Zo verklaarde hij in 1998 in een interview met het blad Koers dat er eigenlijk geen Palestijns volk bestond, omdat er nooit een Palestijnse staat was geweest. "Palestijnen zijn overigens heel aardige mensen hoor. God houdt ook van de Palestijnen. Ik heb daar een beetje moeite mee. Maar het zijn aardige mensen. Ik vind ze buitengewoon aardig en buitengewoon onbetrouwbaar".
In 1992 vertrok hij als directeur bij Christenen voor Israël, maar hij was nog lange tijd het gezicht en de spreekbuis van de organisatie.